# Forth
Forth (Форт) — мова програмування та середовище для програмування, розроблена Чарльзом Муром (також відомим як Чак Мур) на початку 1970-х у Національній радіообсерваторії США.
Forth є процедурною, стековою, рефлективною та безтиповою мовою програмування. Нові програми створюються шляхом розширення мови «новими словами» (позначення для підпрограм у Forth).
Найбільше поширення Forth отримав у вбудованих системах керування, як мова програмування інтелектуальних контролерів. Ранні версії Forth мали малий розмір, генерували ефективний код.

## Історія
Мова програмування Forth була створена Чарльзом Муром наприкінці 1960-х — початку 1970-х років. Перша реалізація мови Forth з'явилася у 1971 році, під час роботи Мура в Національній радіоастрономічній обсерваторії.
Нова мова була прийнята як основна в Американському астрономічному товаристві. Чарльз Мур та його колега Елізабет Ратер заснували компанію FORTH, Inc і протягом десятиліття портували мову на різні платформи.
Наприкінці 1970-х років, програмісти, що були зацікавлені у розвитку мови, створили FORTH Interest Group (FIG). Ця група розробила концепцію FIG Forth Model, що являє собою загальнодоступну форт-систему і може бути легко перенесена на популярні комп'ютерні архітектури. Часто цю систему розглядають як перший неофіційний стандарт мови.

## Особливості
У FORTH використовується стек для зберігання даних. Для запису операцій застосовується зворотна польська нотація. Наприклад, для обчислення виразу {\displaystyle 5\cdot 6+7} та виводу результату на термінал у FORTH необхідно записати:
```
5 6 * 7 + .
```

в цьому разі 5 та 6 буде покладено в стек, операція * замість двох верхніх чисел в стеку покладе їх добуток, потім 7 буде покладено в стек, операція + замість двох верхніх чисел із стека покладе їх суму, операція . надрукує верхнє число із стека і видалить його.
Для цієї операції можна визначити підпрограму, або, в термінах ФОРТ, створити нове слово, яке бере зі стека три числа, виконує дії та залишає на стекові результат:
```
: MULTANDSUM ( Створити нове слово з назвою MULTANDSUM.
               Зміна стека під час дії слова C,B,A ---> A*B+C )
 *           ( С,A*B)
 +           ( A*B+C)
;            ( Закінчити створення слова)
```

Використовуючи нове слово, вираз можна переписати так:
```
 7 5 6 MULTANDSUM .
```

## Реалізація
Завдяки простоті віртуальної машини Форта і відсутності еталонної реалізації існує безліч втілень цієї мови майже для всіх платформ (POSIX, Microsoft Windows, Mac OS X), а також вбудованих систем.
- Bashforth

Реалізації сумісні із стандартом 1994 ANS Forth:
- Gforth — портативна реалізація ANS Forth проекту GNU Project[джерело?].
- SwiftForth — інтерактивне середовище розробки (IDE) програм на Форті для популярних платформ (Windows, Linux та OS X для процесорів сімейству i386) компанії Forth, Inc, розробника мови програмування[2].
- VFX Forth — високо-оптимізувальний компілятор з Форта[3].
- Open Firmware — завантажувальник та BIOS стандарт, заснований на ANS Forth.
- SP-Forth — транслятор та компілятор для середовищ Windows та Linux. Має повну підтримку вимог стандарту ANS'94, оптимізувальний компілятор та численні бібліотеки[4].
- 51-FORTH — реалізація для мікроконтролера Intel 8051.

### Діалекти
- Joy[en]
- STOIC
- colorForth
- Factor[en]

### Апаратне обладнання
- Stack machine
- RTX2010